# Sebastiania bridgesii
Sebastiania bridgesii är en törelväxtart som först beskrevs av Johannes Müller Argoviensis, och fick sitt nu gällande namn av Ferdinand Albin Pax. Sebastiania bridgesii ingår i släktet Sebastiania och familjen törelväxter.
Artens utbredningsområde är Bolivia. Inga underarter finns listade i Catalogue of Life.